# Acacia goldmanii
Acacia goldmanii är en ärtväxtart som först beskrevs av Nathaniel Lord Britton och Joseph Nelson Rose, och fick sitt nu gällande namn av Ira Loren Wiggins. Acacia goldmanii ingår i släktet akacior, och familjen ärtväxter. Inga underarter finns listade i Catalogue of Life.